# Wormsley
Wormsley – wieś w Anglii, w Herefordshire, w dystrykcie (unitary authority) Herefordshire. Leży 11.4 km od miasta Hereford i 125.1 km od Londynu. W 1961 roku civil parish liczyła 39 mieszkańców. Wormsley jest wspomniana w Domesday Book (1086) jako Wermeslai/Wrmesleu.